# Pseudocarnus
Pseudocarnus is een geslacht van wantsen uit de familie van de Miridae (Blindwantsen). Het geslacht werd voor het eerst wetenschappelijk beschreven door William Lucas Distant in 1884.

## Soorten
Het genus bevat de volgende soorten:

- Pseudocarnus lineolatus Distant, 1884
- Pseudocarnus magnus Distant, 1884
- Pseudocarnus sulinus Carvalho & Gomes, 1972